# Marie van Beekum
Maria (Marie, Mies) van Beekum (Rotterdam, 29 mei 1874 – Naarden, 18 mei 1949), artiestennaam Marie van Beekum, was een Nederlandse operazangeres en zangpedagoge.

## Persoonlijke leven
Ze werd geboren in Rotterdam als dochter van Cornelis van Beekum (1841-1889) en Maria Wilhelmina Schreuder (1853-1928). Zij kreeg de roepnaam Mies. Haar vader werkte als graanhandelaar in Rotterdam. Twee jaar na haar geboorte kreeg zij een zus genaamd Elizabeth Johanna, die in 1879 op 3-jarige leeftijd overleed.  Toen zij 14 jaar oud was overleed haar vader Cornelis. Haar moeder hertrouwde op 1 mei 1890 met de kunstschilder Adolf Philippus van Dijk. Uit dit huwelijk werd haar halfbroer Albertus Jan Marinus van Dijk (1892-1967) geboren. Hij werd later in zijn leven een detectiveschrijver en kunstschilder, zoals zijn vader. Mies was zelf nooit getrouwd en had geen kinderen gekregen.  
Van Beekum vestigde zich in Frankfort, waar ze studeerde aan het Conservatorium. Na de Eerste Wereldoorlog ging ze wonen in Berlijn, alwaar ze zangpedagoge werd. Ze vluchtte voor het naziregime naar Nederland en vestigde zich in Den Haag. 
Na de Tweede Wereldoorlog werd zij de voogd van haar nichtje Theodora Wilhelmina Maria van Dijk (1928-2021). Zij was de dochter van haar halfbroer. Hij was op grond van de bijzondere rechtspleging bestraft, omdat hij als kunstschilder lid was geweest van de Kulturkammer.
De laatste jaren van haar leven woonde ze in Laren. Van Beekum overleed op 18 mei 1949 in het Diaconessenhuis in Naarden. Zij werd op 21 mei 1949 begraven op de begraafplaats van Het Groene Kerkje in Oegstgeest.